# Mouvement pour une alternative du peuple
Le Mouvement pour une Alternative du Peuple est un parti politique du Bénin dirigé par Lazare Sèhouéto. Le parti a obtenu à l'élection présidentielle du 5 mars 2006 2% des voix pour son candidat Lazare Sèhouéto,,.